# WTA Lyon Open 2023
WTA Lyon Open 2023 (còn được biết đến với Open 6ème Sens — Métropole de Lyon vì lý do tài trợ) là một giải quần vợt nữ thi đấu trên mặt sân cứng trong nhà. Đây là lần thứ 4 giải WTA Lyon Open được tổ chức và là một phần của International trong WTA Tour 2023. Giải đấu diễn ra tại Palais des Sports de Gerland ở Lyon, Pháp, từ ngày 30 tháng 1 đến ngày 5 tháng 2 năm 2023.

## Nội dung đơn

### Hạt giống
| Quốc gia | Tay vợt            | Xếp hạng1 | Hạt giống |
| -------- | ------------------ | --------- | --------- |
| FRA      | Caroline Garcia    | 4         | 1         |
| CHN      | Zhang Shuai        | 22        | 2         |
| FRA      | Alizé Cornet       | 34        | 3         |
| CRO      | Petra Martić       | 37        | 4         |
|          | Anastasia Potapova | 44        | 5         |
| EGY      | Mayar Sherif       | 54        | 6         |
| MNE      | Danka Kovinić      | 55        | 7         |
|          | Anna Blinkova      | 60        | 8         |

- 1 Bảng xếp hạng vào ngày 16 tháng 1 năm 2023.[3]

### Vận động viên khác
Đặc cách: 
- Clara Burel
- Kristina Mladenovic
- Garbiñe Muguruza

Vượt qua vòng loại:
- Erika Andreeva
- Marina Bassols Ribera
- Olga Danilović
- Ana Konjuh
- Rebeka Masarova
- Linda Nosková

### Rút lui
- Sorana Cîrstea → thay thế bởi  Alycia Parks
- Anhelina Kalinina → thay thế bởi  Camila Osorio
- Liudmila Samsonova → thay thế bởi  Viktorija Golubic
- Jil Teichmann → thay thế bởi  Tamara Korpatsch
- Martina Trevisan → thay thế bởi  Maryna Zanevska
- Donna Vekić → thay thế bởi  Julia Grabher

### Bỏ cuộc
- Anna Blinkova

## Nội dung đôi

### Hạt giống
| Quốc gia | Tay vợt           | Quốc gia | Tay vợt           | Xếp hạng1 | Hạt giống |
| -------- | ----------------- | -------- | ----------------- | --------- | --------- |
| USA      | Alycia Parks      | CHN      | Zhang Shuai       | 93        | 1         |
| UKR      | Nadiia Kichenok   | JPN      | Makoto Ninomiya   | 123       | 2         |
| GBR      | Alicia Barnett    | GEO      | Natela Dzalamidze | 127       | 3         |
| SUI      | Viktorija Golubic | ROU      | Monica Niculescu  | 147       | 4         |

- Bảng xếp hạng vào ngày 16 tháng 1 năm 2023.

### Vận động viên khác
Đặc cách:
- Madison Brengle /  Amandine Hesse
- Alena Fomina-Klotz /  Elsa Jacquemot

### Rút lui
Trước giải đấu
- Anastasia Dețiuc /  Oksana Kalashnikova → thay thế bởi  Anastasia Dețiuc /  Jesika Malečková
- Miriam Kolodziejová /  Viktória Kužmová → thay thế bởi  Jessika Ponchet /  Renata Voráčová

Trong giải đấu
- Alicia Barnett /  Natela Dzalamidze
- Anna Blinkova /  Ulrikke Eikeri

## Nhà vô địch

### Đơn
- Alycia Parks đánh bại  Caroline Garcia, 7–6(9–7), 7–5

### Đôi
- Cristina Bucșa /  Bibiane Schoofs đánh bại  Olga Danilović /  Alexandra Panova, 7–6(7–5), 6–3